# Gonzalo Chillida
Pour les articles homonymes, voir Chillida.
Gonzalo Chillida Juantegui (Saint-Sébastien, 12 janvier de 1926 - ibíd., 5 juillet de 2008) est un peintre espagnol, frère du sculpteur Eduardo Chillida. Il est considéré un des meilleurs représentants de l'Abstraction Lyrique dans la peinture basque. 

## Biographie
De vocation précoce, il s'inscrivit, en 1947, à l'Académie des Beaux-Arts de San Fernando à Madrid, en fréquentant les cours de dessin du Cercle des Beaux-Arts. Entre 1951 et 1953, il élargit ses études artistiques à Paris, résidant dans le Collège d'Espagne de la capitale française.
Pendant ses premières années de formation, son style fut réaliste, inspiré dans la nature, avec l'influence du cubisme, évident par les compositions géométriques, les coups de pinceau déterminés et les couleurs solides.
À partir des années soixante, sa peinture évolua vers une plus grande abstraction, mais toujours sur la base d'un motif réel, tout comme la mer et les plages face à ceux il habita à Saint-Sébastien, les montagnes du Pays-Basque ou les paysages des plateaux castillans. À partir de ces années jusqu'à sa mort en 2008, son style progressa vers des formes plus floues, vers compositions de plus en plus essentiels et libres, réalisées avec de légers coups de pinceau de couleur à l'huile.
Son œuvre, montrée tout au long des années en expositions individuelles et collectives nationales et étrangères, est représentée en musées et collections publiques et privées, comme sont le Musée Artium de Vitoria, la Mairie de Saint-Sébastien, le British Museum de Londres, le Centre andalou d'Art contemporain de Séville, la Collection BBVA de Madrid, la « Col·lecció Testimoni » de La Caixa de Barcelone, la Députation Forale de Guipúzcoa, la Fondation Juan March de Madrid, l'Institut Valencien d'Art Moderne de Valence, le Musée International d'Art Contemporain de Lanzarote, le Musée de Beaux-Arts de Bilbao, le Musée d'Art Abstrait Espagnol de Cuenca et le Musée San Telmo de Saint-Sébastien. Sa trajectoire professionnelle fut reconnue en 2001 avec la concession de la médaille d'or du mérite des beaux-arts par le Ministère de Culture de l'Espagne.  
En 2016, eut lieu à la Sala Kubo Kutxa de Saint-Sébastien une grande exposition rétrospective de son travail, où ses peintures à l'huile furent accompagnées par une série de dessins, gravures, lithographies et photographies originales et de la nouvelle pièce audiovisuelle "La idea del norte", réalisé par Alicia Chillida et Benito Macias.